# ボクらのはっちゃけウィークエンド-Eating Outシリーズ
『ボクらのはっちゃけウィークエンド-Eating Outシリーズ』（ボクらのはっちゃけウィークエンド-イーティングアウトシリーズ、Eating Out: The Open Weekend）は、2011年のアメリカ合衆国のセックス・コメディ映画。監督はQ・アラン・ブロッカ、出演はクリス・サルヴァトーレとダニエル・スケルトンなど。『Eating Out』シリーズ第5作目。
日本では、2011年10月8日および10日に第20回東京国際レズビアン&ゲイ映画祭にて上映された。

## キャスト
- ザック: クリス・サルヴァトーレ
- ケイシー: ダニエル・スケルトン
- ベンジー: アーロン・マイロ

## シリーズ
- 第1作目『Eating Out』
- 第2作目『Eating Out 2: Sloppy Seconds』
- 第3作目『Eating Out 3: All You Can Eat』
- 第4作目『Eating Out 4: Drama Camp』